# Rosine Nguemgaing
Rosine Nguemgaing est une actrice,  créatrice de contenus et productrice née en 1995 et originaire de la région de l'Ouest Cameroun.

## Biographie
Rosine Nguemgaing a grandi avec sa mère et sa grand-mère. Après avoir obtenu son baccalauréat, sa mère, confrontée à des difficultés financières, lui conseille d'arrêter ses études pour trouver un emploi.
Mais elle est déterminée à poursuivre ses études universitaires. Elle parvient à convaincre sa grand-mère d'intervenir auprès de sa mère, qui finit par accepter. C'est ainsi qu'elle se rend à Douala pour entamer des études supérieures, affrontant seule les défis de la vie urbaine. Elle y découvre  également sa passion pour le cinéma.

### Carrière
En 2019, Rosine Nguemgaing découvre sa passion pour le cinéma. Après avoir joué dans une petite vidéo de 3 minutes et encouragée par les réactions positives de son entourage, elle commence à faire des castings pour obtenir des rôles.
L'inspiration pour sa série "Les Aventures de Mama" vient de son enfance, où elle aimait jouer des tours à ses sœurs. 
Rosine Nguemgaing en quatre ans obtient plusieurs rôles importants et se lance dans des longs-métrages au Cameroun et au Nigeria. Ses crédits incluent des apparitions dans les films "Sangou"  de Ghislain Towa, "Histoire de famille" de Fingon Tralala, " Le Code" de Ghislain Towa et "Ndinga" de Blaise Option. En 2022, elle rejoint la série "Madame...Monsieur" d'Ebenezer Kepombia.  
La créatrice de contenu remporte son premier trophée comme  meilleure web comédienne au Canal2'or 2023 au Palais des congrès de Yaoundé.  
Après avoir conquis le cœur de son public au Cameroun, l'actrice fait son entrée dans l'industrie cinématographique nigériane. Elle apparait à cet effet dans "Sister's Aversion" et "Love Me for Me" de Génération Paul Joseph en 2023.   

## Filmographie
- 2019: Sangou de Ghislain Towa
- 2020 : Irrational Love de Konrad Defang et Gaby Ngounou
- 2022 : Dinga de Blaise Ntedju alias Blaise Option
- 2022 : Madame... Monsieur d’ Ebenezer Kepombia
- 2022: Le Code  de Ghislain Towa
- 2023: Sister's Aversion  de Génération Paul Joseph
- 2023: Love me for me  de Generation Paul Joseph